# Rytm (muzyka)
Rytm (gr. ῥυθμός rhytmós – "miara; takt; proporcja") – jeden z elementów dzieła muzycznego odpowiedzialny za organizację czasowego przebiegu utworu.
Cechą rytmu jest zróżnicowanie dźwięków pod względem długości. Dźwięki mogą być akcentowane lub nie. Za pomocą metrum dźwięki organizowane są w grupy metryczne, z czego wynika regularność rozłożenia akcentów. Metrum zatem porządkuje rytm w utworze.
Pierwotnie rytm był monotoniczny. Z czasem wytworzyły się dwa typy rytmiki:
- izometria – rytm miarowy, dominujący w Afryce;
- rytm ataktyczny – nierównomierny, zależny od wykonawcy.

Następnie nastąpiła organizacja rytmu, z której wywodzi się takt, pojawiający się w muzyce europejskiej około połowy XVII w. Wcześniej kreski taktowe bądź nie występowały wcale, bądź (koniec XVI – początek XVII w.) dzieliły utwór na nieregularne pod względem czasu trwania odcinki, wyznaczane przez frazy muzyczne.

## Rodzaje rytmów
Rytm wiązany lub taktowygrupy metryczne są związane w takty i powtarzają się regularnie przez cały utwór.
Rytm swobodny lub ataktowygrupy metryczne następują po sobie bez ujmowania ich w takty.
Rozkład akcentów w grupach metrycznych nie wymaga żadnych oznaczeń w zapisie w notacji muzycznej, gdyż wynika z naturalnego akcentowania.